# Bagchaur
Bagchaur (Nepali बागचौर) ist eine Stadt (Munizipalität) im Distrikt Salyan in der Provinz Karnali im Südwesten von Nepal.
Die Stadt entstand 2015 aus der Zusammenlegung der Village Development Committees (VDC) Kotbara, Kotmala, Pipal Neta, Sibaratha und Tharmare. Im Zuge der Neustrukturierung der lokalen Ebene und der Schaffung der Gaunpalikas (Landgemeinden) durch Zusammenlegung und Abschaffung der Village Development Committees am 10. März 2017 wurde noch das VDC Baphukhola eingemeindet.
Die Stadtverwaltung befindet sich im Ortsteil und ehemaligen VDC Tharmare.

## Einwohner
Bei der Volkszählung 2011 hatten die VDC, aus denen die Stadt Bagchaur entstand, 30.039 Einwohner. Nach der Eingliederung des VDC Baphukhola beträgt die Einwohnerzahl 34.118 Einwohner.